# Abdij Saint-Pierre van Solesmes
De Abdij Saint-Pierre van Solesmes is een abdij in de Franse plaats Solesmes in het departement Sarthe, Pays de la Loire.
In 1010 werd er een benedictijnerabdij gesticht vanuit Le Mans. In 1664 sloot deze abdij zich aan bij de Congregatie van Saint-Maur. In 1791 werd de abdij tijdens de Franse Revolutie opgeheven. Prosper Guéranger kocht de gebouwen op en richtte ze in 1837 weer in tot abdij. Door antiklerikale wetten (1880, 1882, 1901) werden de monniken herhaalde malen verdreven uit Solesmes. Na de laatste verbanning keerden zij pas in 1922 vanuit het eiland Wight terug.
De monniken van Solesmes zijn vooral bekend door hun inzet om het gregoriaans in oude luister te herstellen. Zij hebben vele handschriften in facsimile uitgegeven. De belangrijkste oude handschriften met gregoriaanse gezangen bevinden zich te Laon, Einsiedeln en Sankt Gallen. Hun edities van het gregoriaans, met name het Liber Usualis en het Graduale Romanum, zijn door de Katholieke Kerk als officiële edities aanvaard. Verschillende leden van deze abdij hebben musicologisch onderzoek gedaan op welke wijze men het gregoriaans dient uit te voeren. Hun aandacht voor de kerkmuziek vormde tevens een impuls voor de zogeheten Liturgische Beweging begin 20e eeuw. Latere generaties zetten het onderzoek naar het gregoriaans voort in verdere bronnenuitgaven, kritische studies en nieuwe voorstellen voor de uitvoeringspraktijk.
Vanuit Solesmes werd in 1863 de aartsabdij van Beuron (Zuid-Duitsland) gesticht, en van hieruit werden in 1892 de abdijen van Maria Laach en van Maredsous (België) gesticht. Daarvandaan werd in 1899 in Leuven de Abdij van Keizersberg gesticht. Hier nam de Liturgische Beweging in 1909 haar aanvang. In 1948 werd vanuit Solesmes de Abdij Notre-Dame de Fontgombault (opnieuw) gesticht, die de Tridentijnse ritus bleef behouden en die op haar beurt weer nieuwe stichtingen heeft gedaan in Frankrijk en de Verenigde Staten.
De abdij werd de moederabdij van de naar haar genoemde groepering van gelijkgezinde benedictijner abdijen, zijnde de Congregatie van Solesmes

## Trivia
- In de doopkapel van de abdijkerk is de Nederlandse cabaretier Wim Sonneveld gedoopt.
- Deze abdij is ook de verblijfplaats van Roger Vangheluwe, een gewezen Belgische bisschop die in 2010 ontslag nam uit het Bisdom Brugge omdat hij zich schuldig had gemaakt aan pedofilie. Hij werd niet gerechterlijk veroordeeld wegens verjaring van de feiten. Het Vaticaan hield hem uit de luwte door hem verplichten in de gesloten gemeenschap van de abdij te verblijven.[1]